# Фернандо Сан Еметерио
Фернандо Сан Еметерио Лара (шп. Fernando San Emeterio Lara; Сантандер, 1. јануар 1984) бивши је шпански кошаркаш, а садашњи кошаркашки тренер. Играо је на позицијама бека и крила.

## Репрезентација
Са репрезентацијом Шпаније освојио је златне медаље на Европском првенству 2011. у Литванији и на Европском првенству 2015. у Француској, сребрну медаљу на Олимпијским играма 2012. у Лондону и бронзане медаље на Европском првенству 2013. и Европском првенству 2017. године.

## Успеси

### Клупски
- Ђирона:
  - ФИБА Еврокуп (1): 2006/07.

- Саски Басконија:
  - Првенство Шпаније (1): 2009/10.
  - Куп Шпаније (1): 2009.
  - Суперкуп Шпаније (1): 2008.

- Валенсија:
  - Еврокуп (1): 2018/19.
  - Првенство Шпаније (1): 2016/17.
  - Суперкуп Шпаније (1): 2017.

### Појединачни
- Идеални тим Евролиге — прва постава (1): 2010/11.
- Идеални тим Еврокупа — друга постава (1): 2016/17.
- Најкориснији играч Првенства Шпаније (1): 2010/11.

### Репрезентативни
- Медитеранске игре:
  -  2005.
- Европско првенство:
  -  2011, 2015.
  -  2013, 2017.
- Олимпијске игре:
  -  2012.